# 邦代交界

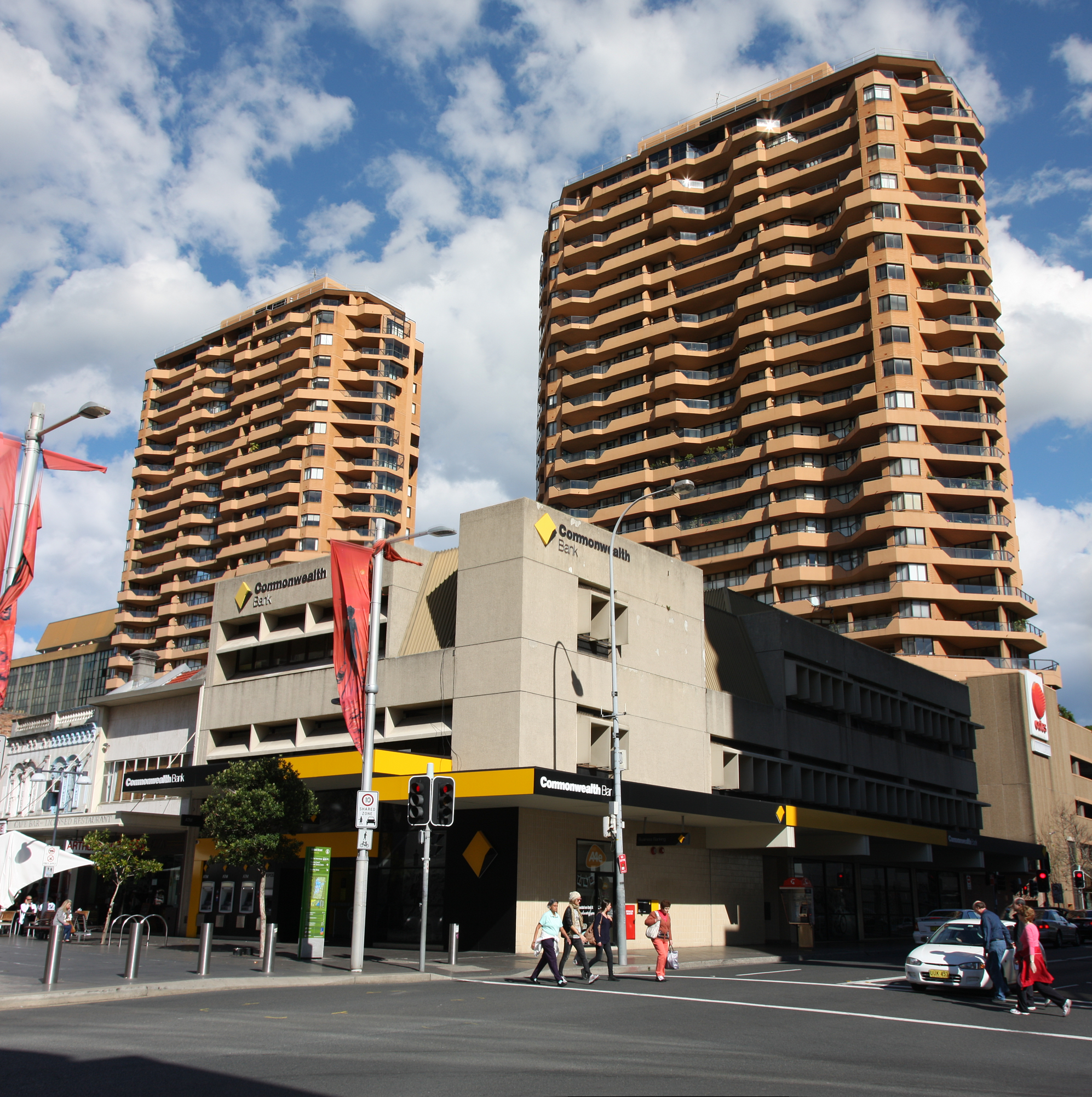

邦代匯（英語：Bondi Junction），又譯班大張臣，是澳大利亞新南威爾士州悉尼東部的一個市區，位於悉尼中心商業區東面6（3.7英里）處，毗鄰邦代和邦代海灘，為區域性的商業區，亦是多條巴士和火車路線的轉乘站，行政上隸屬於韋佛利議會地方政府行政區。